# Lac Alagol
Ne doit pas être confondu avec le lac Alaköl au Kazakhstan.
Le lac Alagol (en persan : دریاچه آلا گل) est un lac situé à 75 km au nord de la ville de Gonbad-e kavus dans la province du Golestan en Iran.

## Présentation
Sa superficie est de 2 500 ha.
Ce lac fait partie d'un site Ramsar avec ses deux voisins le lac Almagol et le lac Ajigol. Ce site qui était en danger, est maintenant réhabilité.

## Faune
Les poissons sont représentés notamment par trois espèces indigènes (Rutilus rutilus, Capoeta capoeta et Cyprinus carpio) et deux exogènes (Hemiculter leucisculus et Carassius auratus).
Ce lac constitue l'habitat naturel de quatre espèces d'oiseaux menacées : le pélican frisé (Pelecanus crispus), l'oie naine (Anser erythropus) en hivernage, l'aigle impérial (Aquila heliaca) et l'érismature à tête blanche (Oxyura leucocephala).